# Trolleybus Vevey–Villeneuve
| Trolleybus Vevey–Villeneuve | Trolleybus Vevey–Villeneuve |
| --------------------------- | --------------------------- |
| Streckenübersicht           |                             |
| Fahrplanfeld:               | 10.201                      |
| Streckenlänge:              | 16 km                       |
| Stromsystem:                | 600 Volt =                  |
| Streckengeschwindigkeit:    | 60 km/h                     |
|                             |                             |

Der Trolleybus Vevey–Villeneuve ist eine Trolleybus-Überlandstrecke im Schweizer Kanton Waadt. Die 16 Kilometer lange Strecke (davon circa 13 mit Oberleitung) ist als Linie 201 – bis 11. Dezember 2010 Linie 1 – in das lokale Autobus-Netz der Betreibergesellschaft Transports publics Vevey–Montreux–Chillon–Villeneuve (VMCV) integriert. Die Linie führt durch die Gemeinden Vevey, La Tour-de-Peilz, Montreux, Veytaux, Villeneuve und Rennaz und bedient insgesamt 46 Haltestellen. Die Route verläuft dabei weitgehend entlang des Nordufers des Genfersees und folgt der Hauptstrasse 9.
Der Trolleybus Vevey–Villeneuve ist der letzte verbliebene von ehemals fünf Überlandtrolleybussen der Schweiz. Die VMCV betreibt neben der Trolleybuslinie ausserdem noch acht Autobus-Linien. Mit jährlich 5.773.000 Fahrgästen, dies entspricht 58 Prozent des Gesamtaufkommens, ist die Trolleybusverbindung jedoch die mit Abstand am stärksten frequentierte Linie des Unternehmens.

## Geschichte

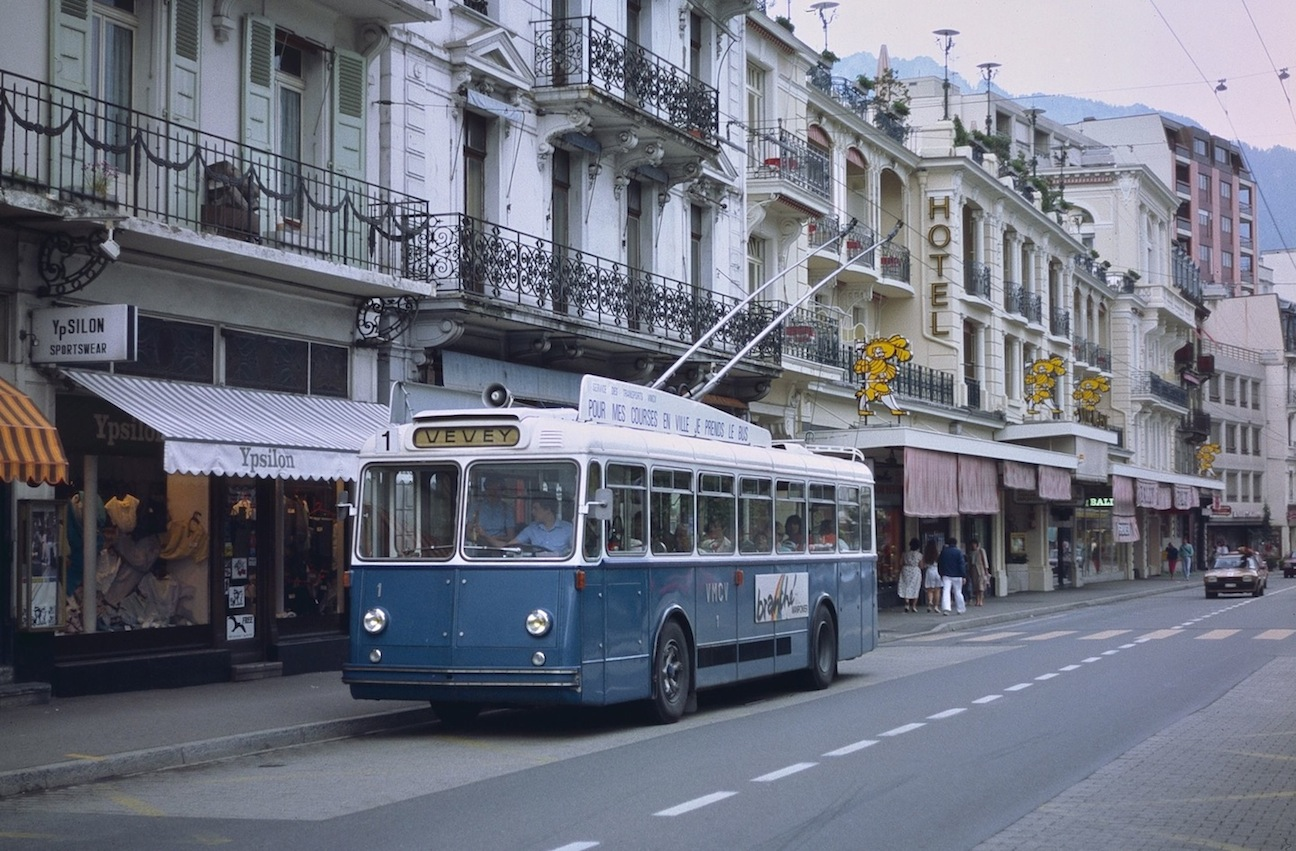
Berna-Trolleybus Nummer 1 in Montreux, 1985

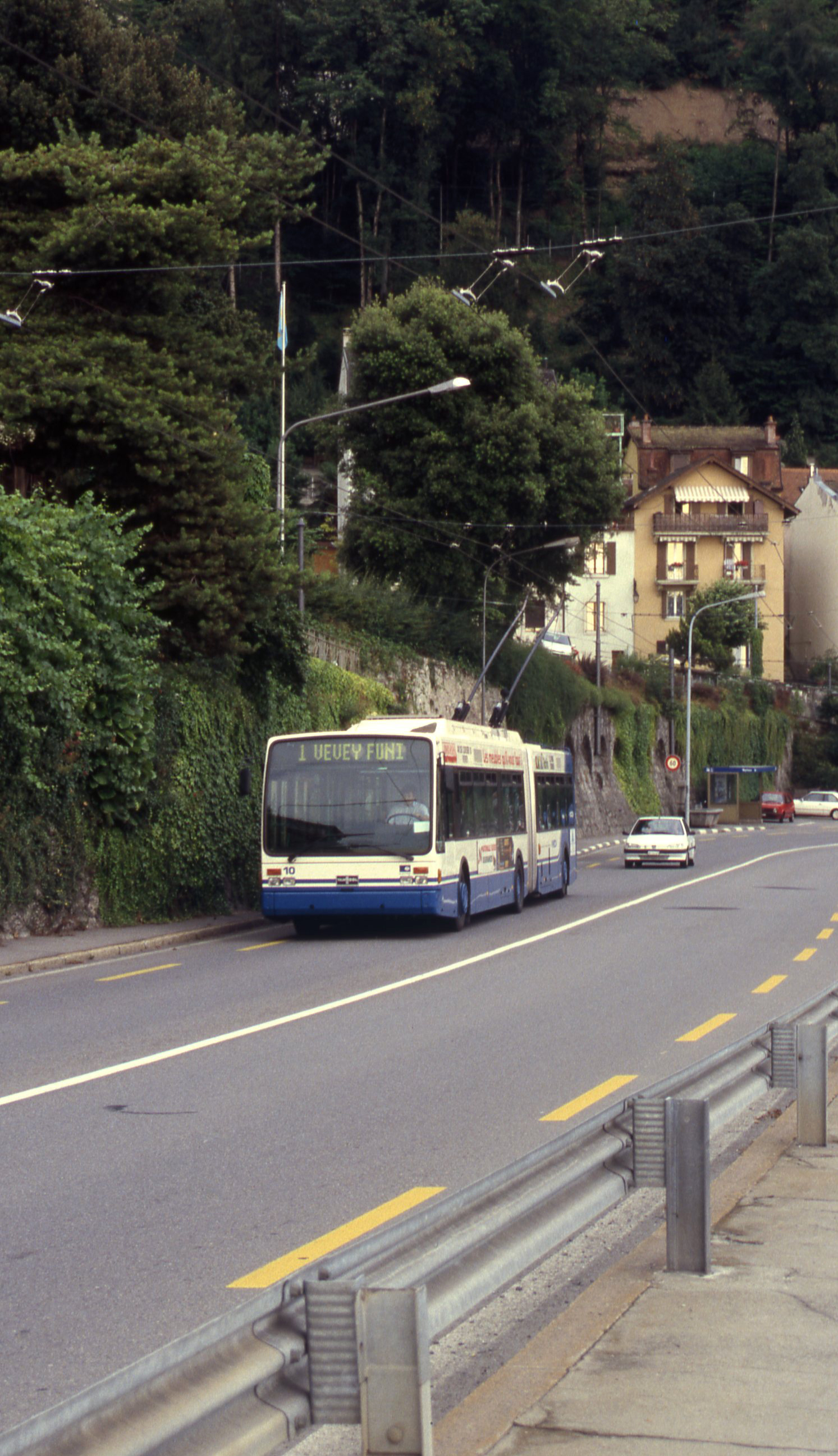
Bus 10 in Vevey, 1999

Erste Planungen die 13,0 Kilometer lange Strassenbahn entlang der Waadtländer Riviera zu ersetzen gab es bereits 1938, doch erst 1955 begannen die Bauarbeiten für den Trolleybus. Die Strecke ging in vier Abschnitten in Betrieb:
| 18. April 1957    | Montreux Marché–Territet Gare                                  |
| 8. Juli 1957      | Dépôt VMCV–Montreux Marché                                     |
| 19. Januar 1958   | Vevey Funiculaire–Dépôt VMCV und Territet Gare–Villeneuve Gare |
| 15. Dezember 2019 | Villeneuve Gare - Rennaz Village                               |

Die Verlängerung 1958 markierte schliesslich auch die endgültige Einstellung der Strassenbahn. Anfangs verkehrte der Trolleybus im 7,5-Minuten-Takt, die Strassenbahn fuhr zuvor alle acht Minuten. Für die Hauptverkehrszeiten standen dem Trolleybus seit 1963 zusätzlich neun Anhänger zur Verfügung.
In der zweiten Hälfte der 1990er-Jahre wurde ferner die Oberleitung von 1957/58 und das Depot umfassend erneuert.
2020 wurde am östlichen Ende der Linie eine 2,5 Kilometer lange Verlängerung bis Rennaz eingeweiht, da zu diesem Zeitpunkt ein grosses regionales Krankenhaus errichtet und ein entsprechendes Fahrgastpotential für den Trolleybus erwartet wurde. Diese Strecke ohne Oberleitung wird mit Hilfe von Batterien in den Fahrzeugen zurückgelegt.

## Betrieb
Die Reisezeit beträgt circa 50 Minuten mit einem Takt von zehn Minuten tagsüber und zwanzig Minuten ab circa 20:00 Uhr.
Der Abschnitt Villeneuve-Rennaz besitzt keine Oberleitung und wird im Batteriemodus bedient, die vom Trolleybus während der Fahrt auf den anderen Abschnitten aufgeladen wird.
Zusätzlich bot die VMCV in den Hauptverkehrszeiten zwischen Vevey Funiculaire und Montreux Marché alle zwanzig Minuten Schnellbusse auf der damaligen Linie 1 an, sie bedienten nur einige ausgewählte Zwischenhaltestellen. Diese drei Extrakurse wurden mit Solo-Autobussen bedient, nur dadurch war unterwegs eine Überholung der regulären Trolleybuskurse möglich. Im Zuge der zum 12. Dezember 2010 erfolgten Integration in den Tarifverbund Waadt wurden diese Schnellbusse eingestellt, nicht zuletzt weil ab diesem Zeitpunkt auch die Züge auf der parallel verlaufenden Simplonlinie mit den gleichen Fahrkarten benutzt werden können.

## Fahrzeuge

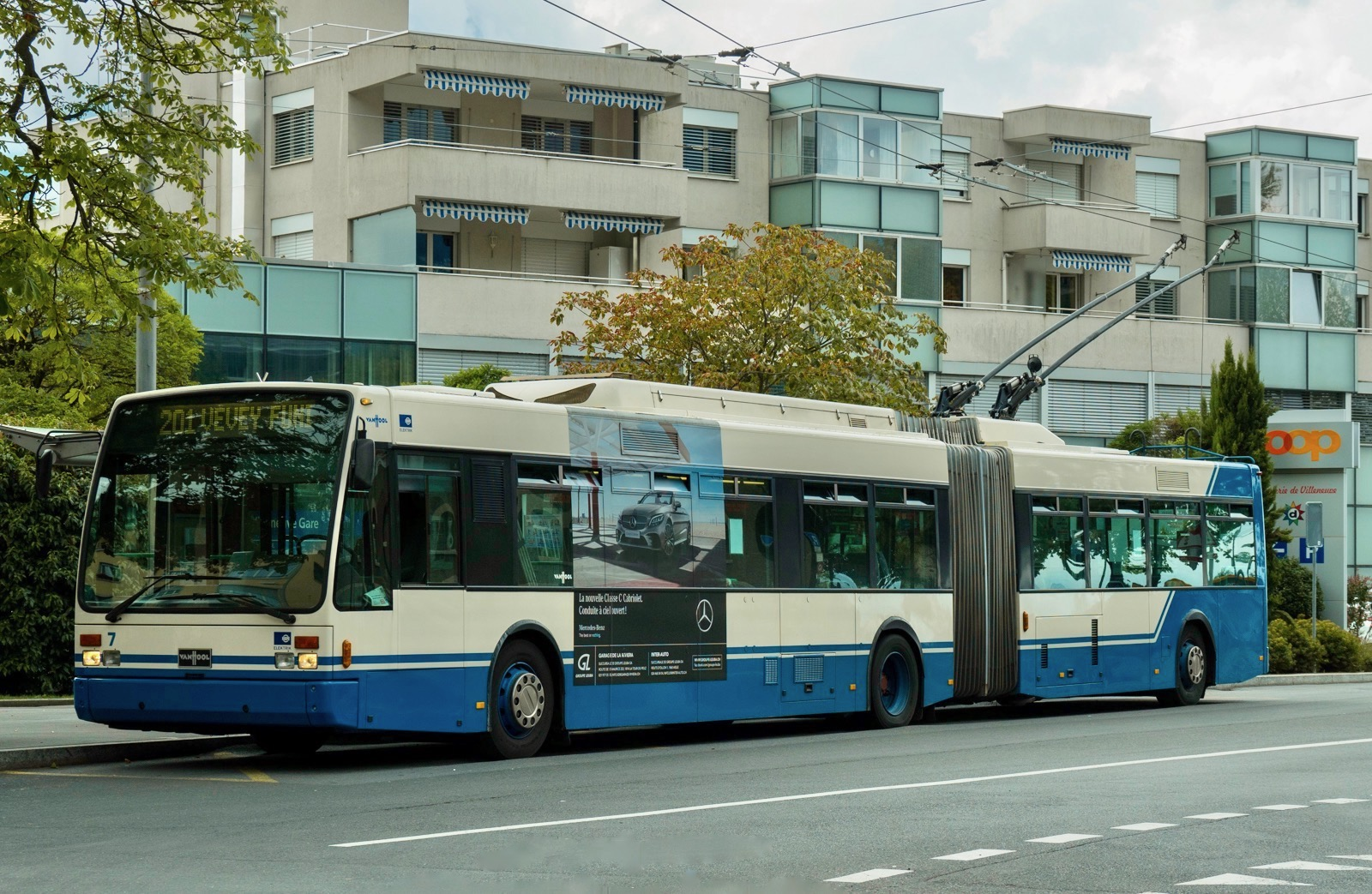
Van Hool-Trolleybus Nummer 7 in Villeneuve, 2018

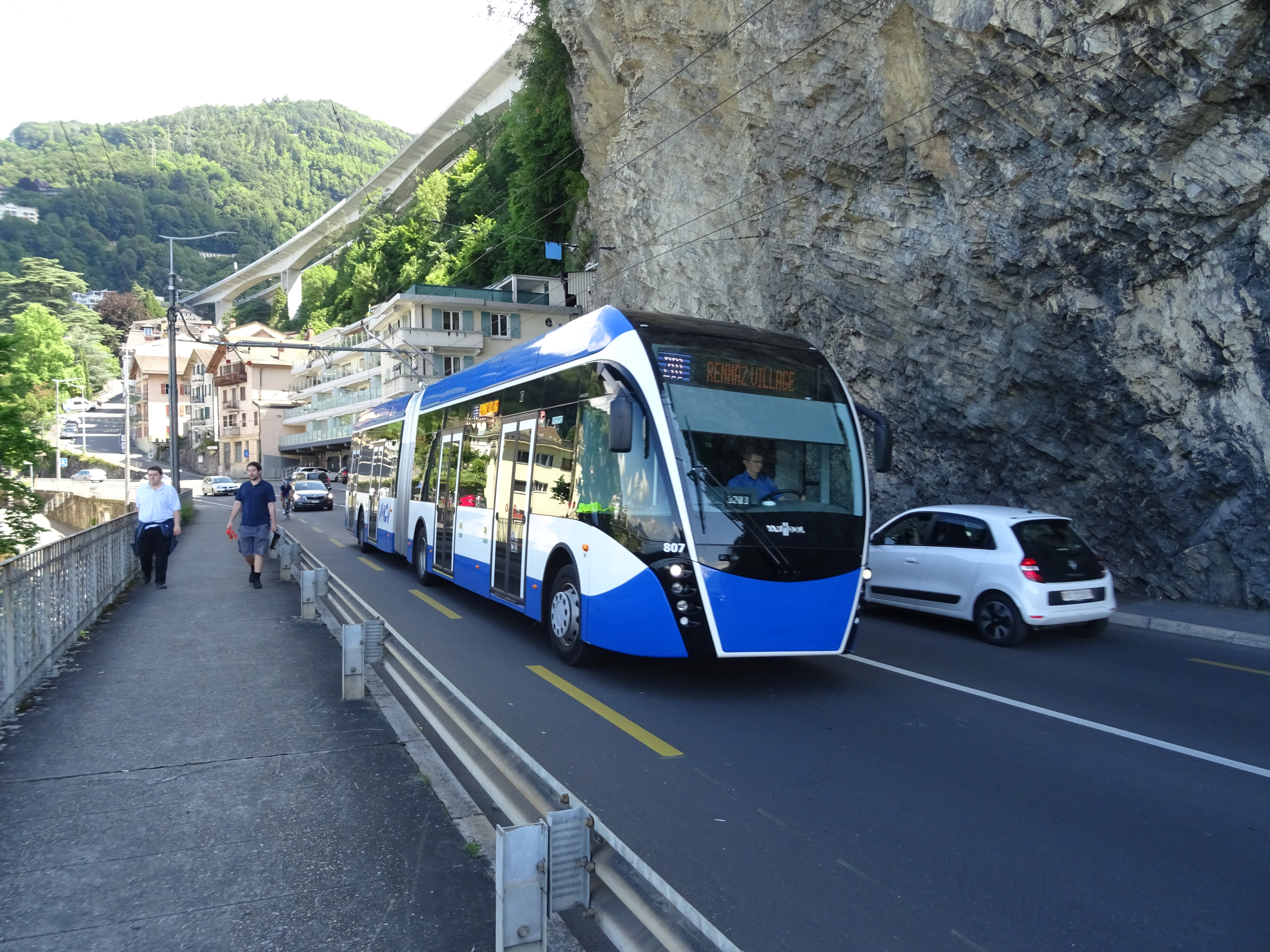
Ein VanHool Exqui.City in Veytaux

Für die neun Umläufe auf der Linie 201 besass die VCMV 16 niederflurige Gelenkwagen mit den Betriebsnummern 1, 3–14 und 16–18. Sie wurden vom belgischen Unternehmen Van Hool produziert, die elektrische Ausrüstung lieferte Kiepe zu. Die Wagen gingen zwischen 1994 und 1996 in Betrieb.
Sieben Wagen dienten als Reserve, zwei weitere Fahrzeuge aus dieser Serie (2 und 15) wurden mangels Bedarf 2008 an den Oberleitungsbus Salzburg verkauft. Dort waren sie nach einer Aufarbeitung eine Zeit lang mit den neuen Betriebsnummern 259 und 260 in Betrieb, sind aber mittlerweile wieder aus dem Bestand geschieden. Darüber hinaus verlieh die VMCV zwischen 2005 und 2007 drei Wagen aus dem Reservebestand an den benachbarten Trolleybus Lausanne.
Die Van Hool-Wagen wurden eigens für die VMCV konzipiert, gleichartige Wagen gingen später auch an den Oberleitungsbus Esslingen am Neckar, an den Oberleitungsbus Salzburg, an den Oberleitungsbus Solingen und an den Oberleitungsbus Arnhem.
Diese Fahrzeuggeneration ersetzte die 18 Solowagen aus dem Eröffnungsjahr. Sie wurden gemeinsam von Berna und den Ateliers de constructions mécaniques de Vevey (ACMV) gebaut, die elektrische Ausrüstung lieferte die Société Anonyme des Ateliers de Sécheron (SAAS) zu. Ihre Betriebsnummern lauteten ebenfalls 1 bis 18. Nach ihrer Ausmusterung war Vevey–Villeneuve der erste Schweizer Trolleybusbetrieb, der einen vollständig niederflurigen Wagenpark vorweisen konnte. 
Nach 25-jährigen Betrieb wurden diese Fahrzeuge 2020 an den Hersteller zurückgegeben und durch 16 neue Gelenktrolleybusse der Generation VanHool Exqui.City mit zusätzlicher Batteriespeisung ersetzt.
Den Solowagen standen zusätzlich noch sechs Anhänger mit den Nummern 51 bis 56 zur Verfügung. Sie wurden 1966 von den Herstellern Rochat und Moser gefertigt.

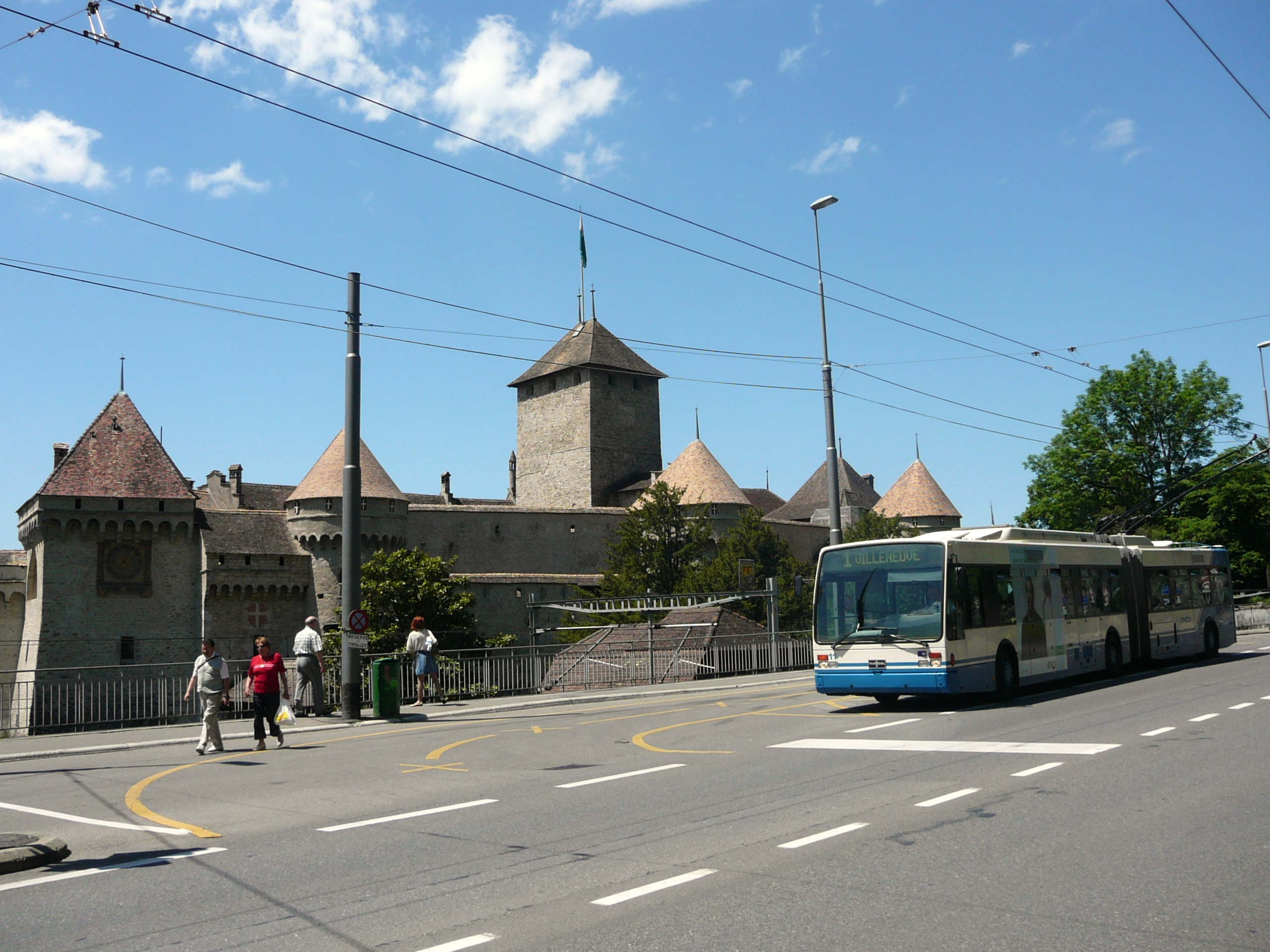
Van Hool-Trolleybus 11 vor dem Schloss Chillon
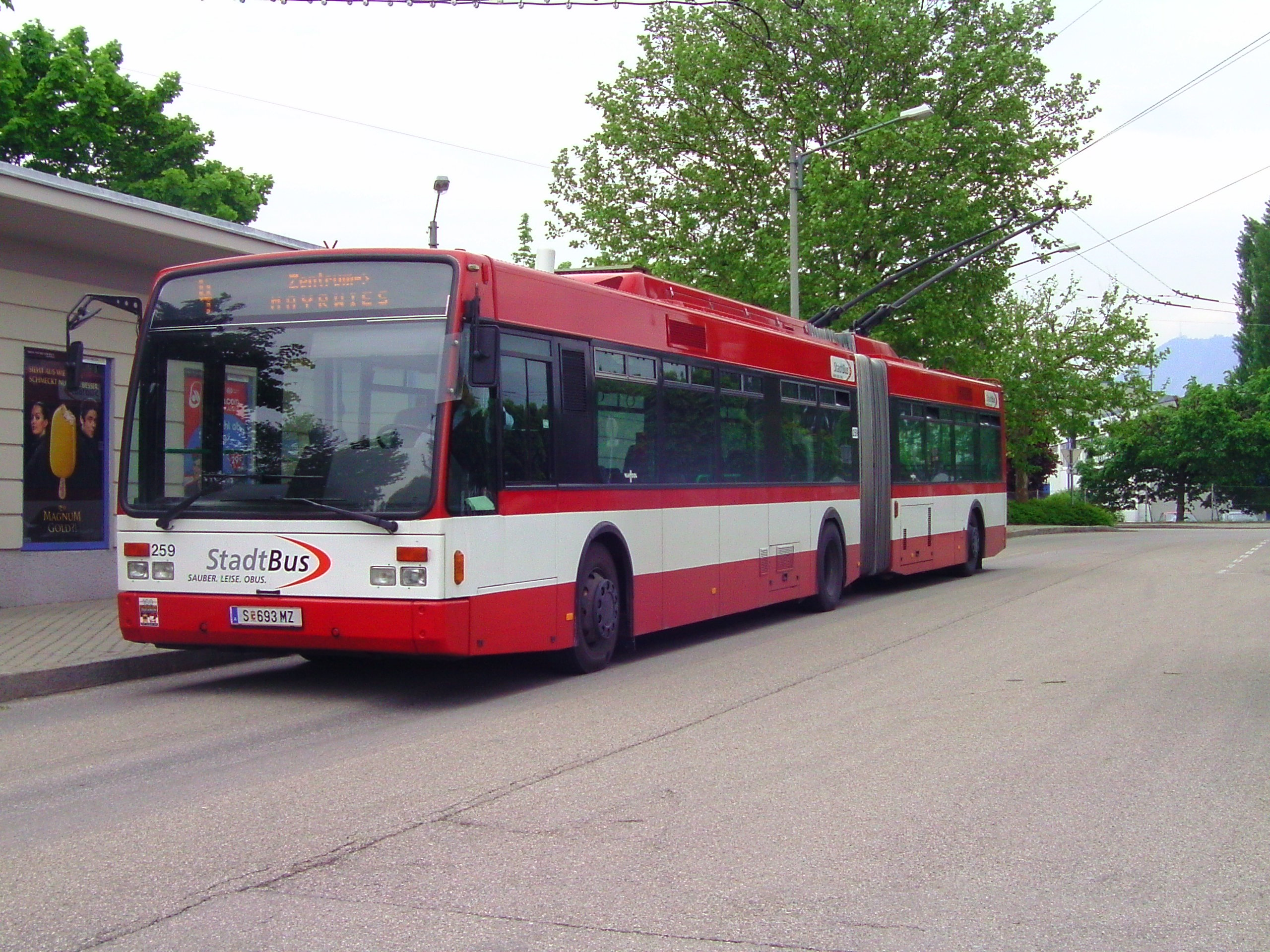
Der ehemalige Wagen 2 im Einsatz in Salzburg